# Simón Bolivar (distrito)
Simón Bolivar é um distrito do Peru, departamento de Pasco, localizada na província de Oxapampa.

## Transporte
O distrito de Simón Bolívar é servido pela seguinte rodovia:
- PE-3N, que liga o distrito de La Oroya (Região de Junín) à Puerto Vado Grande (Fronteira Equador-Peru) no distrito de Ayabaca (Região de Piura)
- PA-104, que liga o distrito de Chaupimarca à cidade de  Pallanchacra
- PA-100, que liga o distrito de Chaupimarca à cidade de Yanahuanca
- PA-102, que liga o distrito de Chaupimarca à cidade de Yanahuanca
- PA-101, que liga o distrito de Chaupimarcaà cidade de Tinyahuarco
- PA-103, que liga o distrito à cidade de Yanahuanca[2][3][4]